# Benefit
Ne pas confondre avec la marque de maquillage Benefit
Albums de Jethro Tull
Stand Up
(1969) Aqualung
(1971)
Benefit est le troisième album de Jethro Tull. Il est sorti le 20 avril 1970 sur le label Chrysalis Records.

## Historique
L'album est enregistré pendant les mois de décembre 1969 et janvier 1970 aux Studios Morgan à Londres et est produit par Ian Anderson. C'est certainement l'album le plus sombre et le plus cynique du groupe, le résultat de l'incompréhension de Ian Anderson envers l'industrie du disque et les pressions commerciales des maisons de disques.
C'est le premier album avec John Evan aux claviers. Ayant pourtant annoncé qu'il ne resterait que le temps de promouvoir l'album, celui-ci reste pourtant plus de dix ans au sein de Jethro Tull. Sa présence mélodique permet à Martin Barre de se consacrer plus aux riffs et aux solos.
C'est aussi le dernier avec le bassiste Glenn Cornick qui quittera le groupe à la fin de la tournée en décembre 1970 pour fonder son propre groupe Wild Turkey.
Cet album atteint la 3e place des charts britanniquesconsulté le 18/05/2012. Aux États-Unis il se classe à la 11e place du Billboard 200 et obtient un disque d'or le 13 novembre 1970 pour 500 000 disques vendus.
Selon Martin Barre, " To Cry You a Song était une réponse à Had to Cry Today de Blind Faith, bien que vous ne puissiez pas comparer les deux; rien n'a été volé ou copié. Ian et moi avons joué de la guitare sur les pistes d'accompagnement. C'était live en studio avec quelques overdubs et un solo. Ian a joué sur ma Gibson SG alors que je jouais sur une Les Paul."
C'est le premier album de Jethro Tull à dépasser le million d'exemplaires vendus.
Un des titres de l'album, For Michael Collins, Jeffrey And Me, fait référence à l'astronaute Michael Collins, membre de l'équipage de la mission Apollo 11.

## Liste des titres
Toutes les chansons sont signées par Ian Anderson.

### Face 1
| No | Titre                               | Durée |
| -- | ----------------------------------- | ----- |
| 1. | With You There to Help Me           | 6:15  |
| 2. | Nothing to Say                      | 5:10  |
| 3. | Alive and Well and Living In        | 2:43  |
| 4. | Son                                 | 2:48  |
| 5. | For Michael Collins, Jeffrey And Me | 3:47  |

### Face 2
| No | Titre                   | Durée |
| -- | ----------------------- | ----- |
| 1. | To Cry You a Song       | 6:09  |
| 2. | A Time for Everything?  | 2:42  |
| 3. | Inside                  | 3:38  |
| 4. | Play in Time            | 3:44  |
| 5. | Sossity; You're a Woman | 4:31  |

L'édition américaine originale de l'album remplace Alive and Well and Living In par Inside, et cette dernière par Teacher, une chanson sortie en 45 tours la même année.

### Titres bonus
La réédition au format CD parue en 2001 inclut quatre chansons supplémentaires :
| No | Titre             | Durée |
| -- | ----------------- | ----- |
| 1. | Singing All Day   | 3:07  |
| 2. | Witch's Promise   | 3:52  |
| 3. | Just Trying to Be | 1:37  |
| 4. | Teacher           | 3:49  |

Une réédition supervisée par Steven Wilson est sortie en 2013. Elle inclut l'album original remixé en stéréo, un CD bonus et un DVD bonus.

## Musiciens
- Ian Anderson : chant, flûte, guitares acoustique et électrique, balalaïka, claviers
- Martin Barre : guitare électrique
- Glenn Cornick : basse, orgue Hammond
- Clive Bunker : batterie, percussions
- John Evan : orgue, piano

### Musicien additionnel
- Dee Palmer : arrangements orchestraux

## Charts et certifications
| Pays        | Durée du classement | Meilleur classement |
| ----------- | ------------------- | ------------------- |
| Allemagne   | 7 semaines          | 5e                  |
| Australie   | 11 semaines         | 3e                  |
| Canada      | semaines            | 22e                 |
| États-Unis  | 41 semaines         | 11e                 |
| Italie      | —                   | 18e                 |
| Norvège     | 23 semaines         | 2e                  |
| Pays-Bas    | 7 semaines          | 6e                  |
| Royaume-Uni | 13 semaines         | 3e                  |

| Pays       | Certification | Ventes    | Date       |
| ---------- | ------------- | --------- | ---------- |
| États-Unis | Or            | 500 000 + | 13/11/1970 |

### Charts singles
| Année | Single                        | Chart            | Durée du classement | Position |
| ----- | ----------------------------- | ---------------- | ------------------- | -------- |
| 1970  | The Witch's Promise / Teacher | UK Singles Chart | 9 semaines          | 4e       |
| 1970  | The Witch's Promise / Teacher | Single Top 100   | 2 semaines          | 28e      |
| 1970  | The Witch's Promise / Teacher | (W) Ultratop     | 2 semaines          | 46e      |
| 1970  | The Witch's Promise / Teacher | Mega Top 50      | 2 semaines          | 23e      |